# Les Caprices du Roi Soleil
Pour plus de détails, voir Fiche technique et Distribution.
Les Caprices du Roi Soleil est un film muet français réalisé par Maurice Le Forestier, sorti en 1912.

## Fiche technique
- Titre : Les Caprices du Roi Soleil
- Réalisation : Maurice Le Forestier
- Scénario : Daniel Riche
- Photographie : Pierre Trimbach
- Montage :
- Chorégraphe : Émile Recat
- Producteur :
- Société de production : Société cinématographique des auteurs et gens de lettres (S.C.A.G.L), Série d'Art Pathé Frères (S.A.P.F.)
- Société de distribution :  Pathé Frères
- Pays d'origine :  France
- Langue : film muet avec les intertitres en français
- Format : Couleurs et Noir et blanc — 35 mm — 1,33:1 — Muet
- Genre : Comédie dramatique, Film historique
- Métrage : 390 mètres, dont 338 en couleurs
- Durée : 13 minutes
- Numéro de catalogue Pathé : 5440
- Dates de sortie :
  -  France : 13 décembre 1912

## Distribution
- Émile Dehelly : Louis XIV
- Suzanne Revonne : Louise de la Vallière
- Maroussia Destrelle : Madame de Montespan